# Abbaye d'Hasungen
L'abbaye d'Hasungen est une ancienne abbaye bénédictine sur le plateau du Burghasunger Berg (de), dans le parc naturel de Habichtswald (de), à Burghasungen, dans le Land de Hesse et le diocèse de Fulda.

## Historique
En 970, Heimerad (de), prédicateur itinérant, s'installe dans le mont dominant Memleben, Kirchberg et Kirchditmold. Il bâtit une chapelle en l'honneur de Saint Michel et est connu pour des miracles. Après la mort de Heimerad en 1019, l'archevêque Aribon de Mayence fait bâtir une chapelle au-dessus de sa tombe.
En 1074, l'archevêque Sigefroi de Mayence crée un stift de chanoines sur le Burghasunger Berg qui devient en 1080 une abbaye bénédictine suivant la réforme de Hirsau. Le premier abbé est Lambert de Hersfeld, bien qu'il ait vivement critiqué Sigefroi. Henri IV du Saint-Empire consent à cette nomination, entament son inimitié avec Sigefroi qui ne sera plus archevêque en 1077. De plus, Sigefroi cherche à imposer la réforme de Cluny avec des moines de Hirsau.
Après la mort de Lambert en 1081, Gieselbert est son successeur. Mais il ne peut exercer un pouvoir qu'après la mort de Sigefroi de Mayence ; le nouvel archevêque Vécilon est un partisan de l'empereur. Vécilon pousse Gieselbert à démissionner en 1085 et place un nouvel abbé fidèle à l'empereur et à Hirsau.
Werner IV de Maden (de), vogt de Kaufungen et de la cathédrale de Fritzlar (de), unifie en 1113 les droits des abbayes de Hasungen, de Breitenau, de Kaufungen et le stift de Fritzlar. L'abbaye de Hasungen obtient de nombreuses propriétés autour d'elle, ce qui aboutit à un différend entre l'abbaye et la ville de Zierenberg. Les biens et les droits de Werner sont remis après sa mort à Giso V (de) puis à Hermann II de Thuringe.
Après la mort en 1247 de Henri le Raspon, le dernier des Ludovingiens (de), vient la guerre de Succession de Thuringe entre Henri III de Misnie et Sophie de Brabant qui met en avant son enfant Henri. Henri l'emporte et fonde le landgraviat de Hesse. L'archevêque de Mayence Werner d'Eppstein (de) accuse Sophie et son fils Henri de le priver du droit acquis après la mort de Henri le Raspon. En 1263, au moment de la paix de Langsdorf (de), Mayence remet le vogt au landgraviat de Hesse.
En 1330, les citoyens de Zierenberg mettent de nouveau le feu à l'abbaye qui est reconstruite en 1336. L'abbaye fonde une école à Wolfhagen où va le chroniqueur Tilemann Elhen von Wolfhagen (de).
L'abbaye est réformée en 1494[précision nécessaire]. En 1505, elle rejoint la congrégation de Bursfelde.
En 1527, au moment de l'apparition de la Réforme protestante, l'abbaye est dissoute et les moines expulsés. Les bâtiments du monastère sont gravement endommagés pendant la guerre de Trente Ans. Maurice de Hesse-Cassel envisage de les démanteler pour construire un château puis forme de nouveaux projets.
L'église abbatiale est démolie entre 1795 et 1800 pour laisser place à une autre église. En juillet 1876, la foudre coupe le clocher originel en deux, il tombe en partie en 1896 puis finalement en 1948.
En 1839, on découvre dans le mont une pierre tombale en grès datant de 1320. Elle sert de spolia pour l'église de Burghausen.
Aujourd'hui les vestiges de l'abbaye découverts après des fouilles archéologiques sont présents dans un musée inaugurée en 2012.